# Poslanecká sněmovna (Červencová monarchie)
Poslanecká sněmovna (francouzsky Chambre des députés) byla dolní komora francouzského parlamentu během červencové monarchie. V roce 1830 nahradila poslaneckou sněmovnu a v roce 1848 ji nahradilo Národní ústavodárné shromáždění Druhé republiky. Do sněmovny se volilo na základě volebního censu.

## Fungování
Sněmovna byla volena na základě volebního censu podle Ústavní listiny ze 4. srpna 1830. Politický život červencové monarchie se odvíjel od stavu v Poslanecké sněmovně, kde na jedná straně stálo progresivní hnutí považující ústavu z roku 1830 za výchozí bod a na část konzervativních poslanců, kteří neakceptovali žádná další ujednání. Ačkoli se zpočátku u moci střídaly obě znepřátelené strany, od roku 1840 sněmovnu ovládl Guizot a konzervativci. Od roku 1830 byli poslanci voleni pět let po sobě. Ke zvolení stačilo 30 let věku a platin alespoň 500 franků přímých daní. Král svolával sněmovnu každý rok. Mohl ji prodloužit nebo rozpustit, ale v druhém případě musel do tří měsíců svolat novou. Stejně jako všechny další následující sněmovny zasedala v Bourbonském paláci.
Na rozdíl od poslanců zasedajících za restaurace se poslanci červencové monarchie cítili mnohem bezpečněji, protože cítili, že tento režim byl jejich. Protože to byli oni, kdo dosadil Ludvíka Filipa za francouzského krále, jako symbol triumfu myšlenek parlamentarismu na úkor monarchistických myšlenek.